# 상하이 지하철 9호선
상하이 지하철 9호선(중국어: 上海轨道交通9号线)은 중화인민공화국 상하이 지하철의 노선으로 정식 명칭은 상하이 궤도교통 9호선이며, 중국어에서는 상하이 궤도교통 9호선 또는 센송 선(申松線)으로 표기한다.

## 개요
상하이 시내를 동서로 횡단하는 노선으로, 계획 시에는 "R4"로 불리고 있었다. 미래에는 송장신청 역(松江新城駅)에서 충밍섬까지 연결할 계획이다. 지우팅 역(九亭駅)에서 스징 역(泗涇駅) 간은 6.247km로, 상하이 지하철의 최장 구간이다.

## 연혁
- 2007년 12월 29일 제1기 공사구간 쑹장신청 역 - 구이린루 역 29.14km 연결 개통
- 2008년 12월 28일 제1기 공사구간 미개통 부분 구이린루 역 - 이산루 역개통
- 2009년 12월 31일 제2기 공사구간 이산루 역 -  스지다다오 역 14.5km 연결 개통
- 2010년 4월 7일 제2기 공사구간 미개통 부분 스지다다오 역 - 양가오중루 역개통
- 2012년 12월 30일 쑹장신청 역 -  쑹장 남역 개통
- 2017년 12월 30일 제3기 공사구간 양가오중루 역 - 차오루 역 13.83km 연결 개통
- 2024년 9월 28일 송장 남역이 상하이 쑹장역 으로 개칭

## 차량
AC04형 전차
- 제조회사: 창춘궤도객차, 봄바디어
- 설계시속: 80km/h
- 차량편성: 6량 편성(견인차 + 4 객차 + 견인차)
- 차량길이: 길이 23.54m, 폭 3m, 정원 310명
- 제조시기: 2004년~2005년
- 고유색상: 하늘색

## 특징
- 운영거리: 64.4km
- 역수: 35
- 표준궤간: 1,435mm
- 복선구간: 전 노선
- 전기방식: 1,500V 직류(가선집전 방식)
- 지상구간: 쑹장신청북 - 지우팅시
- 지하구간: 쑹장 남역 - 쑹장신청북 / 지우팅시 - 차오루

## 역 목록
| 역명             | 역명         | 역명                               | 환승                    | 거리 (km) | 거리 (km) | 소재지   |
| 한국어           | 중국어       | 영어                               | 환승                    | 거리 (km) | 거리 (km) | 소재지   |
| ---------------- | ------------ | ---------------------------------- | ----------------------- | --------- | --------- | -------- |
|                  |              |                                    |                         |           |           |          |
| 상하이 쑹장역    | 上海松江站   | Shanghai Songjiang Railway Station | 상하이 쑹장역           | 0.00      | 0.00      | 쑹장구   |
| 주이바이츠       | 醉白池       | Zuibaichi Park                     |                         | 1.79      | 1.79      | 쑹장구   |
| 쑹장 스포츠 센터 | 松江体育中心 | Songjiang Sports Center            |                         | 1.73      | 3.53      | 쑹장구   |
| 쑹장 신청        | 松江新城     | Songjiang Xincheng                 |                         | 1.58      | 5.15      | 쑹장구   |
| 송장대학교 타운  | 松江大学城   | Songjiang University Town          |                         | 2.64      | 7.75      | 쑹장구   |
| 동징             | 洞泾         | Dongjing                           | ■ 12호선 (공사중)       | 3.38      | 11.13     | 쑹장구   |
| 쉐샨             | 佘山         | Sheshan                            |                         | 2.20      | 13.34     | 쑹장구   |
| 스징             | 泗泾         | Sijing                             |                         | 3.86      | 17.21     | 쑹장구   |
| 지우팅           | 九亭         | Jiuting                            |                         | 6.24      | 23.45     | 쑹장구   |
| 중춘루           | 中春路       | Zhongchun Road                     | ■ 공항 링크선           | 2.26      | 25.72     | 민항구   |
| 치바오           | 七宝         | Qibao                              | ■ 자민선 (공사중)       | 1.30      | 27.02     | 민항구   |
| 싱중루           | 星中路       | Xingzhong Road                     |                         | 1.88      | 28.90     | 민항구   |
| 허촨루           | 合川路       | Hechuan Road                       |                         | 1.85      | 30.76     | 민항구   |
| 차오허징 개발구  | 漕河泾开发区 | Caohejing Hi-Tech Park             |                         | 1.33      | 32.09     | 쉬후이구 |
| 구이린루         | 桂林路       | Guilin Road                        | ■ 15호선                | 2.03      | 34.12     | 쉬후이구 |
| 이산루           | 宜山路       | Yishan Road                        | ■ 3호선 ■ 4호선         | 1.68      | 35.81     | 쉬후이구 |
| 쉬자후이         | 徐家汇       | Xujiahui                           | ■ 1호선 ■ 11호선        | 1.50      | 37.32     | 쉬후이구 |
| 자오자방루       | 肇嘉浜路     | Zhaojiabang Road                   | ■ 7호선                 | 1.38      | 38.70     | 쉬후이구 |
| 자산루           | 嘉善路       | Jiashan Road                       | ■ 12호선                | 1.06      | 39.77     | 쉬후이구 |
| 타푸차오         | 打浦桥       | Dapuqiao                           |                         | 0.87      | 40.64     | 황푸구   |
| 마당루           | 马当路       | Madang Road                        | ■ 13호선                | 0.84      | 41.48     | 황푸구   |
| 뤼자방루         | 陆家浜路     | Lujiabang Road                     | ■ 8호선                 | 0.94      | 42.43     | 황푸구   |
| 샤오난먼         | 小南门       | Xiaonanmen                         |                         | 1.47      | 43.90     | 황푸구   |
| 샹청루           | 商城路       | Shangcheng Road                    | ■ 19호선 (공사중)       | 2.39      | 46.30     | 푸둥신구 |
| 스지다다오       | 世纪大道     | Century Avenue                     | ■ 2호선 ■ 4호선 ■ 6호선 | 0.97      | 47.28     | 푸둥신구 |
| 양가오중루       | 杨高中路     | Middle Yanggao Road                | ■ 18호선                | 2.43      | 49.72     | 푸둥신구 |
| 팡덴루           | 芳甸路       | Fangdian Road                      |                         | 1.06      | 50.78     | 푸둥신구 |
| 란톈루           | 蓝天路       | Lantian Road                       | ■ 14호선                | 2.12      | 52.90     | 푸둥신구 |
| 타이얼좡루       | 台儿庄路     | Taierzhuang Road                   |                         | 2.30      | 55.21     | 푸둥신구 |
| 진차오           | 金桥         | Jinqiao                            | ■ 21호선 (공사중)       | 1.54      | 56.75     | 푸둥신구 |
| 진지루           | 金吉路       | Jinji Road                         | ■ 22호선 (공사중)       | 1.69      | 58.45     | 푸둥신구 |
| 진하이루         | 金海路       | Jinhai Road                        | ■ 12호선                | 1.02      | 59.47     | 푸둥신구 |
| 구탕루           | 顾唐路       | Gutang Road                        |                         | 1.71      | 61.19     | 푸둥신구 |
| 민레이루         | 民雷路       | Minlei Road                        |                         | 1.12      | 62.31     | 푸둥신구 |
| 차오루           | 曹路         | Caolu                              |                         | 1.50      | 63.82     | 푸둥신구 |
|                  |              |                                    |                         |           |           |          |

## 같이 보기
- 상하이 지하철